# Unión (sindical)
Unión es el nombre que recibe en Argentina un tipo de organización sindical centralizada, generalmente de ámbito nacional y de rama, en la que los trabajadores y trabajadoras se afilian directamente, conformando así una organización de primer grado. Se diferencia principalmente de la federación o confederación sindical, un tipo de organización de segundo grado, que no afilia directamente a los trabajadores, sino a los sindicatos locales o uniones provinciales. La unión apareció en el sindicalismo argentino en la década de 1920, con la fundación de la Unión Ferroviaria.

## Historia
El sindicalismo argentino se organizó inicialmente a partir de sindicatos locales -generalmente por oficio- que luego de unos años empezaron a asociarse entre sí para formar federaciones nacionales. Según este modelo federativo, en la década de 1900 y 1920 se crearon las primeras federaciones nacionales de sindicatos, destacándose las de portuarios (FNOP), albañiles (FOA), la Federación del Rodado, marítimos (FOM) y ferroviarios (FOF), esta última en 1912.
La experiencia de la Federación Obrera Ferroviaria, permitió a los trabajadores del sector organizar grandes huelgas y obtener importantes conquistas, pero también tomar conciencia de las dificultades para mantenerse unidos y de las fuerzas que impulsaban a la disgregación que traía la modalidad federativa.
Con base en ese aprendizaje, los trabajadores ferroviarios disolvieron la FOF y crearon en 1922 la Unión Ferroviaria (UF) adoptando un nuevo modelo de organización sindical, que incluía a todos los oficios y empresas que integraban la rama ferroviaria, y se caracterizaba por su alta centralidad y gran capacidad operativa y financiera. Los estatutos de la Unión Ferroviaria dispusieron que todos los trabajadores que se desempeñaban en empresas ferroviarias, sin importar oficio, sección o empresa, podían afiliarse a la unión y elegir a sus autoridades nacionales, las que a su vez organizaban las secciones locales.
La nueva organización sindical centralizada y vertical, especialmente la unión por rama nacional del que la Unión Ferroviaria fue el modelo madre, se correspondía con la nueva organización empresarial verticalista que generalizó la empresa estadounidense Ford Motor Company y que por eso recibió el nombre de fordismo:

El primer acontecimiento es el surgimiento del fordismo. La gran fábrica fordista se convierte en modelo de la organización de la sociedad (e incluso de los partidos políticos). Surge la producción en cadena, el “obrero masa” y la sociedad de masas. Se desarrolla la negociación colectiva por rama. Los sindicatos responden a estos cambios rediseñando sus estructuras para representar a
los trabajadores en los procesos de trabajo fordistas; se desarrollan las uniones sindicales, surgen las comisiones internas y los cuerpos de delegados. Ese proceso se inicia en los años veinte en EE.UU. y Europa Occidental, y en la propia URSS y llega a la Argentina en la misma década, con las primeras empresas norteamericanas que se instalan en el país. La negociación colectiva por rama de actividad y a escala nacional es aceptada progresivamente como instrumento prioritario por las organizaciones empresarias y sindicales.
Julio Godio

El modelo "unión" creado por la UF fue adoptado en la década de 1920 por otras organizaciones sindicales, como ATE (1922), la Asociación Bancaria (1924) y la Unión Tranviarios (reorganizada según este modelo en 1927).
Al crearse la Confederación General del Trabajo en 1930, esta central promovió la organización sindical nacional por medio de uniones o federaciones-confederaciones por rama. En las siguientes dos décadas se crearon las grandes uniones del sindicalismo argentino: UOM (metalúrgicos), UOCRA (construcción), SMATA (mecánicos), AOT (textiles), Luz y Fuerza (energía), UPCN (estatales), entre las principales.